# Horacio Terra Arocena
Horacio Terra Arocena (Montevideo, 6 de mayo de 1894 - 1985) fue un arquitecto y político uruguayo, perteneciente a la Unión Cívica del Uruguay.

## Biografía
Hijo de Zelmira Arocena Argagaveytia y de Irineo Arturo Terra Zausnábar (por su parte, hijo de José Ladislao Terra y medio hermano del dictador Gabriel Terra). Casado con Margarita Gallinal, tuvieron siete hijos: Horacio, Juan Pablo (también arquitecto, con una destacadísima actuación política, siendo recordado como fundador del Frente Amplio), Margarita, María de las Mercedes, José Hipólito, Miguel Ángel y Francisco.

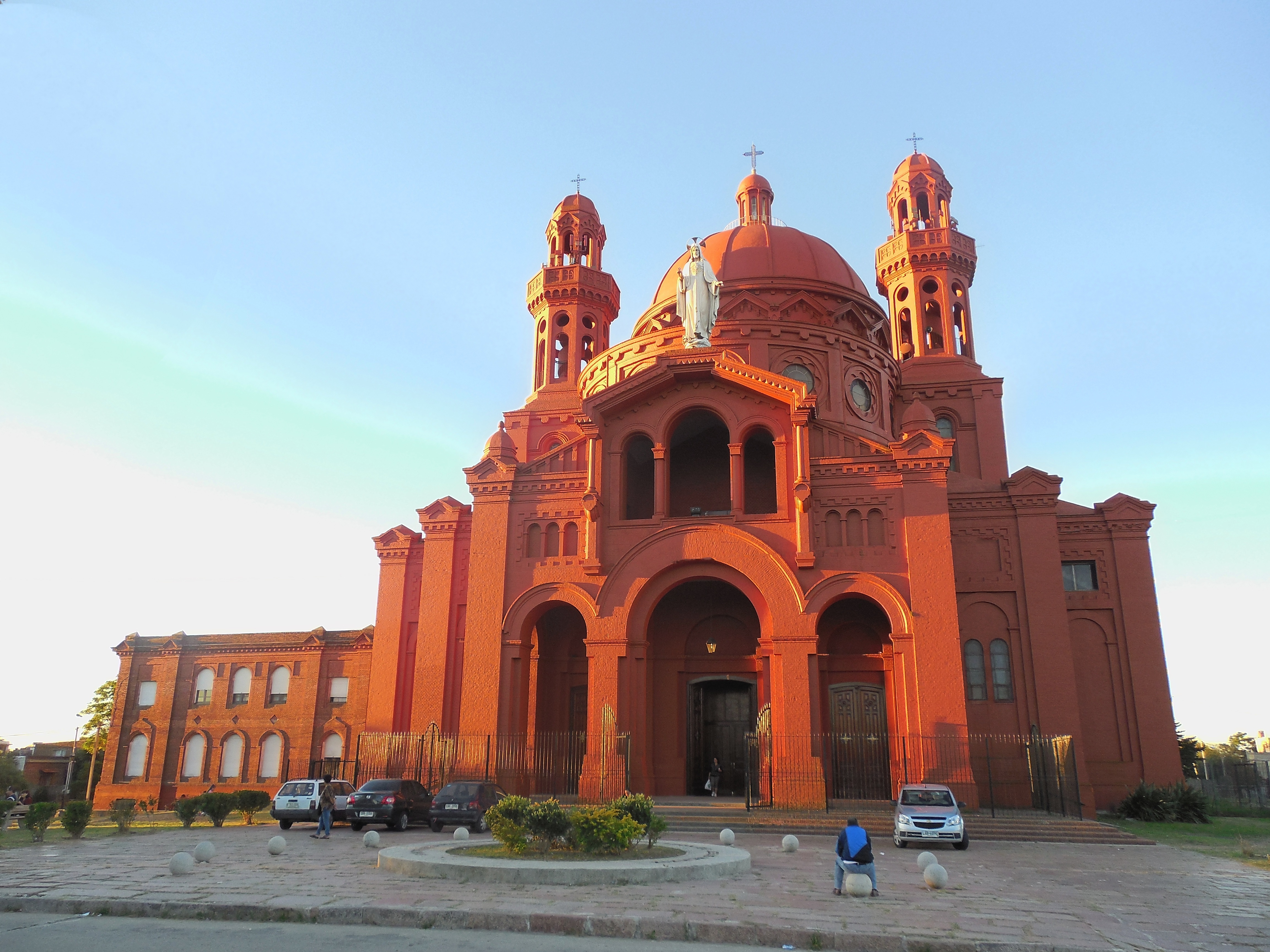
Santuario del Cerrito De La Victoria

Graduado como arquitecto en la Universidad de la República en 1918. Ejerció la docencia hasta 1942. También se dedicó al ejercicio liberal de la profesión hasta 1966, proyectando y construyendo numerosas residencias privadas, y también templos como el Santuario Nacional del Cerrito de la Victoria y la iglesia de la Santísima Trinidad en Flores.
Ocupó durante varios períodos una banca en el Senado. Entre los textos legales de su autoría se destaca la Ley de Centros Poblados y la que promovía el ahorro forzoso para la construcción de viviendas. Presidió además el Instituto Nacional de Viviendas Económicas (INVE) entre 1967 y 1972.
Fue distinguido Caballero de la Orden de San Gregorio Magno.